# Аунуу

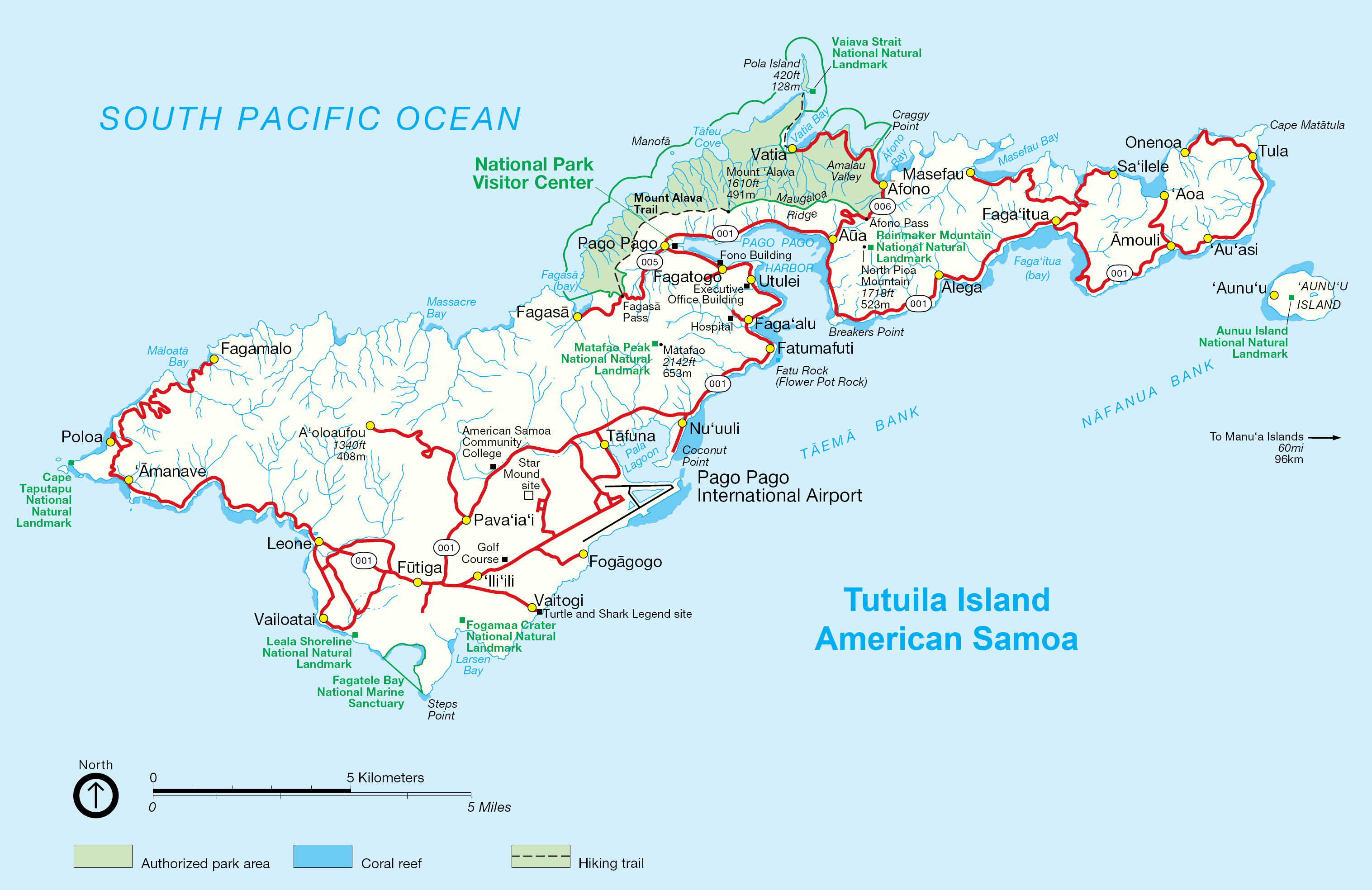
Остров Аунуу (малый остров к востоку от большого острова Тутуила)

Аунуу (англ. Aunu'u) — маленький остров в южной части Тихого океана в архипелаге Самоа. Административно входит в Восточный округ Американского Самоа.

## География
Представляет собой небольшой вулканический островок площадью 1,517 км². Территория Аунуу сильно заболочена, а в кратере вулкана расположено самое крупное в Американском Самоа болото с пресной водой. В северной части острова находится озеро Пала. Южная часть Аунуу скалиста, покрыта мангровыми зарослями.

## История
Остров был передан в управление США 17 апреля 1900 года.

## Население
В 2010 году численность населения Аунуу составляла 416 человек.